# هانس گونتر پلوکن
هانس گونتر پلوکن (انگلیسی: Hans-Günther Plücken؛ زادهٔ ۱۵ نوامبر ۱۹۵۴) بازیکن فوتبال اهل آلمان است.
از باشگاه‌هایی که در آن بازی کرده‌است می‌توان به باشگاه فوتبال هرتابرلین، باشگاه فوتبال اوردینگن ۰۵، و باشگاه فوتبال هامبورگ اشاره کرد.